# Brodaczek niebieskawy
Brodaczek niebieskawy (Chalcostigma stanleyi) – gatunek małego ptaka z rodziny kolibrowatych (Trochilidae). Występuje w Andach w zachodniej części Ameryki Południowej, od Ekwadoru przez Peru po Boliwię. W Czerwonej księdze gatunków zagrożonych IUCN klasyfikowany jest jako gatunek najmniejszej troski (LC, ang. Least Concern).

## Systematyka
Gatunek ten po raz pierwszy zgodnie z zasadami nazewnictwa binominalnego opisał francuski przyrodnik Jules Bourcier w 1851 roku na łamach „Compte Rendus Hebdomadaire des Séances de l'Académie des Sciences”. Autor nadał gatunkowi nazwę Trochilus Stanleyi, a jako miejsce typowe podał chłodne rejony Pichincha i Cotopaxi w Ekwadorze. 
Obecnie wyróżnia się trzy podgatunki Chalcostigma stanleyi:
- C. s. stanleyi (Bourcier, 1851)
- C. s. versigulare 	Zimmer, JT, 1924
- C. s. vulcani 	(Gould, 1852)

### Etymologia
- Chalcostigma: gr. χαλκος khalkos „brąz, miedź”; στιγμα stigma, στιγματος stigmatos „znak”, od στιζω stizō „tatuować”[11].
- stanleyi:  na cześć Edwarda Stanleya (15. hrabiego Derby) (1826–1893), brytyjskiego podróżnika, arystokraty i polityka[12].

## Morfologia
Mały koliber o krótkim i prostym czarnym dziobie. Nogi i stopy czarne. Występuje niewielki dymorfizm płciowy. Samiec podgatunku nominatywnego jest ciemnobrązowy z czarniawym odcieniem. Głowa i kark brązowozielone, pozostałe górne części ciała opalizujące fioletowo-niebieskie. Na podgardlu i gardle wąski, wyraźny, szmaragdowozielony opalizujący śliniak, który w dolnej części przechodzi w jaskrawe wydłużenie (brodę) od różowej do purpurowo-fioletowej. Ogon rozwidlony, stalowoniebieski. Samica podobna do samca, ale śliniak jest albo mniejszy, bez charakterystycznej „brody”, albo nie występuje on w ogóle. Młode osobniki są podobne do dorosłych samic. Podgatunek C. s. versigulare ma górne części ciała bardziej opalizujące na fioletowo-niebiesko i „brodę” z węższym różowym zakończeniem. C. s. vulcani przypomina C. s. versigulare, ale „broda” ma barwę od różowej do niebiesko-szarej lub szaro-fioletowej w dolnej części. Długość ciała około 12–13 cm, masa ciała: samiec 6,2 g, samica 4,5 g.

## Zasięg występowania
Zasięg występowania (EOO, Extent of Occurrence) według szacunków organizacji BirdLife International obejmuje około 912 tys. km². Gatunek ten występuje głównie w zakresie wysokości od 3000 do 4200 m n.p.m. Poszczególne podgatunki zamieszkują:
- C. s. stanleyi  – wschodnie i zachodnie stoki ekwadorskich Andów od prowincji Carchi na południe do prowincji Azuay,
- C. s. versigulare – wschodnie stoki Andów w Peru na wschód od rzeki Marañón na południe do Cordillera Carpish, a także na zachodnich stokach w Cordillera Blanca,
- C. s. vulcani – wschodnie stoki Andów w południowym Peru na południe od rzeki Huallaga do środkowej Boliwii (departament Cochabamba).

## Ekologia i zachowanie
Jego głównym habitatem są zbocza porośnięte wilgotną roślinnością  w formacjach roślinnych paramo i jalca. Preferuje tereny strome i skaliste z niewielkimi połaciami lasów Polylepis i innych lasów karłowatych. 
Dieta tego gatunku składa się głównie z nektaru, który pobiera z małych kwiatów berberysów, golterii, porzeczek czy goryczek. Zjada także drobne stawonogi. Małe cykady i mszyce, które podejmuje z liści, a także zbiera owady z trawy lub łapie je w locie. Długość pokolenia jest określana na 2,33 roku.

### Rozmnażanie
Do roku 2023 nie było wielu informacji o rozmnażaniu tego gatunku. Ostatnia publikacja Ibeth P. Alarcón i współpracowników opublikowana w 2023 roku opisuje 5 zbadanych w 2019 roku gniazd tego gatunku. Wszystkie zostały znalezione na wysokości od 3881 m n.p.m. do 3906 m n.p.m., trzy z nich w Parku Narodowym Cajas, a dwa przy drodze Cuenca – Molleturo w prowincji Azuay. Wszystkie znajdowały się na przydrożnych skarpach. Gniazda miały kształt wysokiej miseczki o zewnętrznych wymiarach 80 mm na 82,5 mm, wewnętrznych średnicach 32,2–41,1 mm, wysokości 70,6–96,8 mm, głębokość wewnętrzna 21,3–45 mm. Wszystkie położone były na wysokości 1,8–2,1 m nad poziomem ziemi. Gniazda zbudowane były z mchów, porostów, suchych gałązek i elementów paproci, komora lęgowa wyścielona była sierścią zwierząt, niewielkimi piórkami i białymi włóknami roślinnymi. W jednym z gniazd znaleziono 2 białe jaja o wymiarach 10,3 x 15 mm i masie 0,43 g oraz 10,6 x 15,7 mm i masie 0,53 g. Okres wylęgu wynosił 19 dni, pisklęta pozostawały w gnieździe ponad 24 dni.

## Status
W Czerwonej księdze gatunków zagrożonych IUCN brodaczek niebieskawy jest klasyfikowany jako gatunek najmniejszej troski (LC, ang. Least Concern). Liczebność populacji nie jest oszacowana, gatunek ten jest jednak opisywany jako dosyć pospolity, ale występujący punktowo. Trend liczebności populacji uznawany jest za spadkowy ze względu na niszczenie i degradację siedlisk oraz wkraczanie na tereny lasów Polylepis innych, łatwiej adaptujących się gatunków ptaków.